# Rivière Faribault
Rivière Faribault är ett vattendrag i Kanada.   Det ligger i provinsen Québec, i den östra delen av landet, 500 km norr om huvudstaden Ottawa.
I omgivningarna runt Rivière Faribault växer i huvudsak blandskog. Runt Rivière Faribault är det glesbefolkat, med 11 invånare per kvadratkilometer.